# ブリアナ・ローリンズ
ブリアナ・ローリンズ（Brianna Rollins、1991年8月18日 - ）は、アメリカ合衆国の陸上競技選手。100メートルハードルを専門とする。2013年現在、アメリカ記録である12秒26を保持し、世界歴代3位に並んでいる。2013年の全米陸上競技選手権大会でゲイル・ディバースが2000年に樹立した大会記録を更新、同年の世界陸上競技選手権大会では12秒44で金メダルを獲得した。メダルを獲得したのは8月17日で、ローリンズの22歳の誕生日の前日であった。
クレムゾン大学代表として過去3度NCAAで優勝している。2013年のNCAA選手権で12秒39の大会記録を叩き出した後にプロへ転向した。

## 人物
フロリダ州マイアミ出身で、6人の弟がいる。このため、家庭の経済事情には恵まれていなかったが、ニューヨーク・タイムズの取材に対し、ローリンズは「弟たちは元気で、時に迷惑をかけられるが、死ぬほど愛している」と答えている。マイアミ・ノースウェスタン高等学校（Miami Northwestern Senior High School）卒業後、クレムゾン大学へ進学。
カルメン・ジャクソン（Carmen Jackson）監督を訪ねて陸上競技を始めたのは9歳の時で、当時のやせこけたローリンズの姿を見たジャクソンは、選手としての素質を疑ったが、練習での取り組みを見て驚愕し、才能を確信した。ただ、選手として最初から成功していたわけではなく、学業との両立や恋人への執着、大学ではホームシックにかかり、冬季の寒さもあって実家に帰ってしまうこともあった。